# Nationale Volksarmee
Nationale Volksarmee (Národní lidová armáda) byla od roku 1956 do roku 1990 armádou bývalé Německé demokratické republiky (NDR). Byla založena jako reakce na vstup NSR do NATO. Od založení se počítalo s NVA jako prvosledovou silou v případě útoku na západní Evropu, a proto byla vždy vyzbrojována těmi nejmodernějšími zbraněmi z SSSR, jaké byly dostupné. Na území NDR se nacházely nejlépe vyzbrojené sovětské okupační jednotky, se kterými mohla NVA vždy počítat jako s podporou (cca 9 divizí, které měly ve výzbroji i jaderné hlavice).
NVA se členila do čtyř složek:
- Landstreitkräfte – Pozemní vojsko o síle cca 120 000 mužů
- Volksmarine – Námořnictvo o síle cca 16 300 mužů
- Luftstreitkräfte/Luftverteidigung – Vzdušné síly o síle 39 000 mužů
- Grenztruppen der DDR – Pohraniční vojsko o síle 50 000 pohraničníků. Součástí NVA mezi 1961 a 1973, poté (přinejmenším formálně) samostatné.

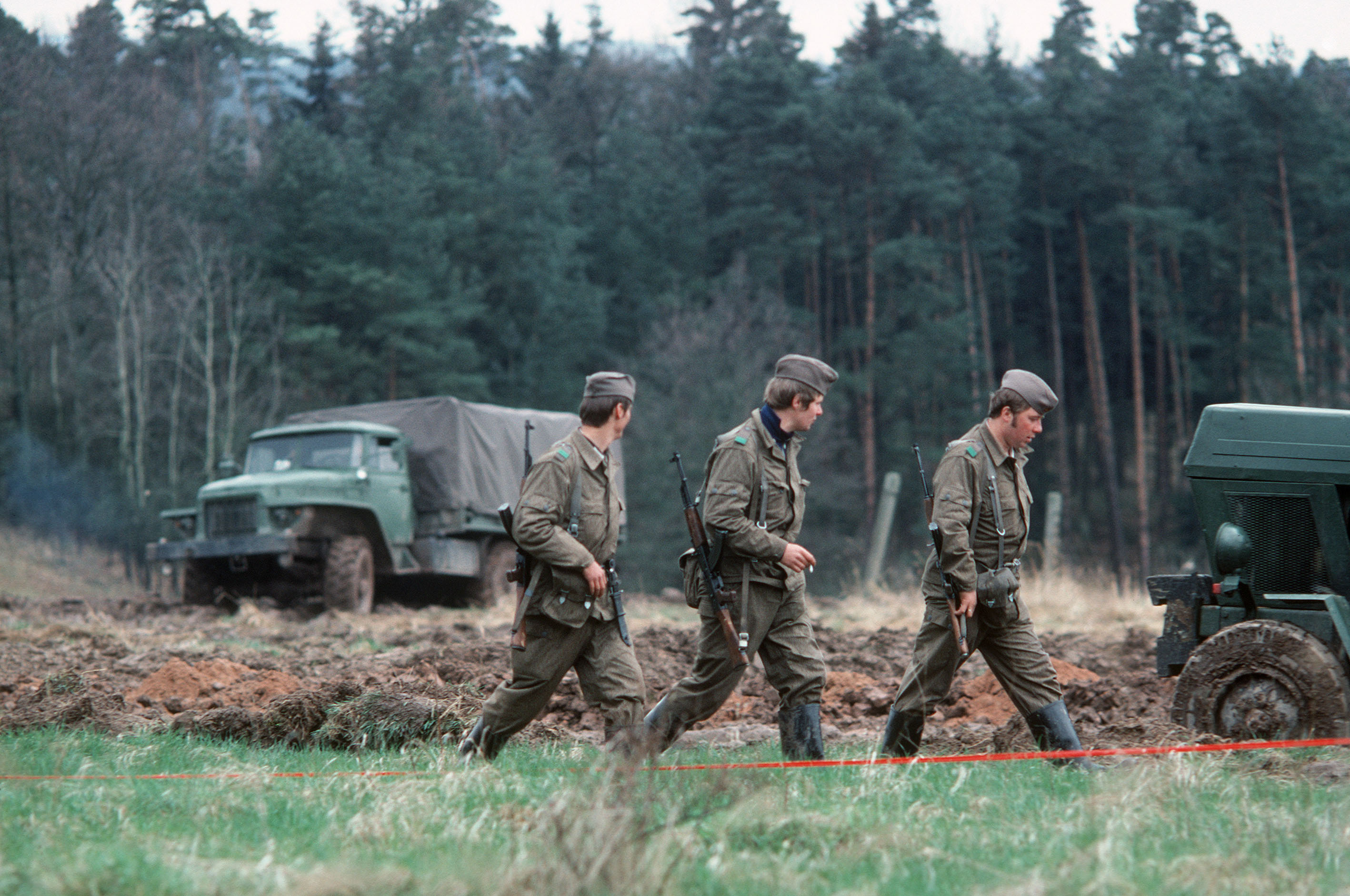
Východoněmečtí pohraničníci
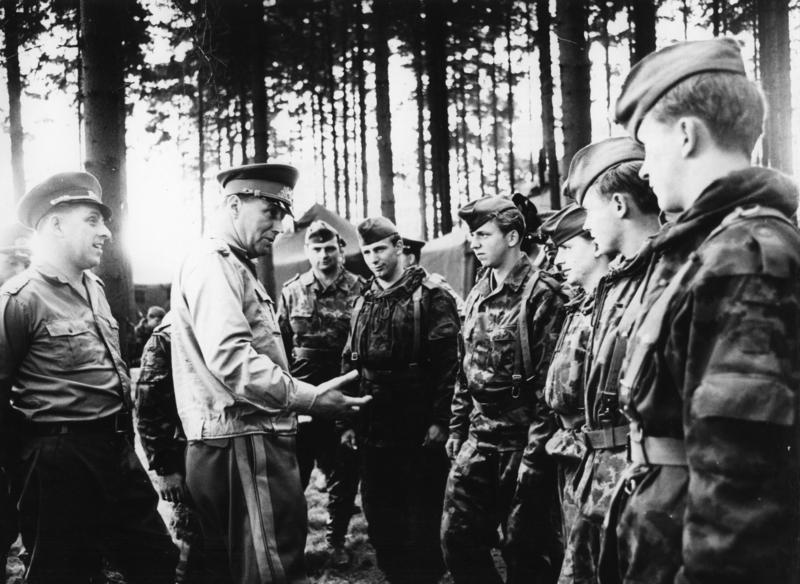
Návštěva náměstka ministra národní obrany Siegfrieda Weisse u vojáků, kteří se podíleli na akcích během Pražského jara.
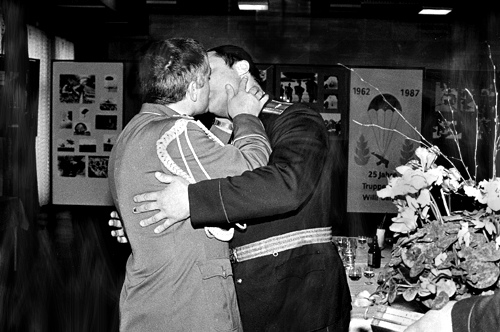
Důstojník NVA a sovětský důstojník si dávají socialistický polibek.
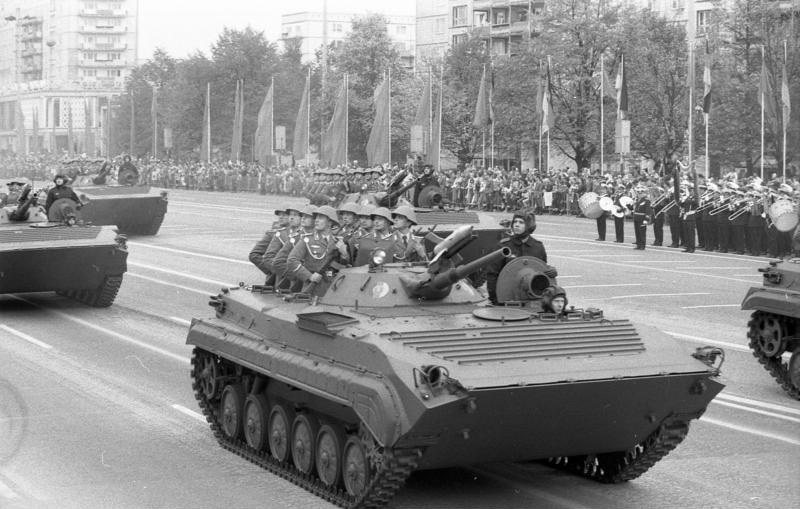
BMP-1 při přehlídce k 39. výročí NDR, 1988
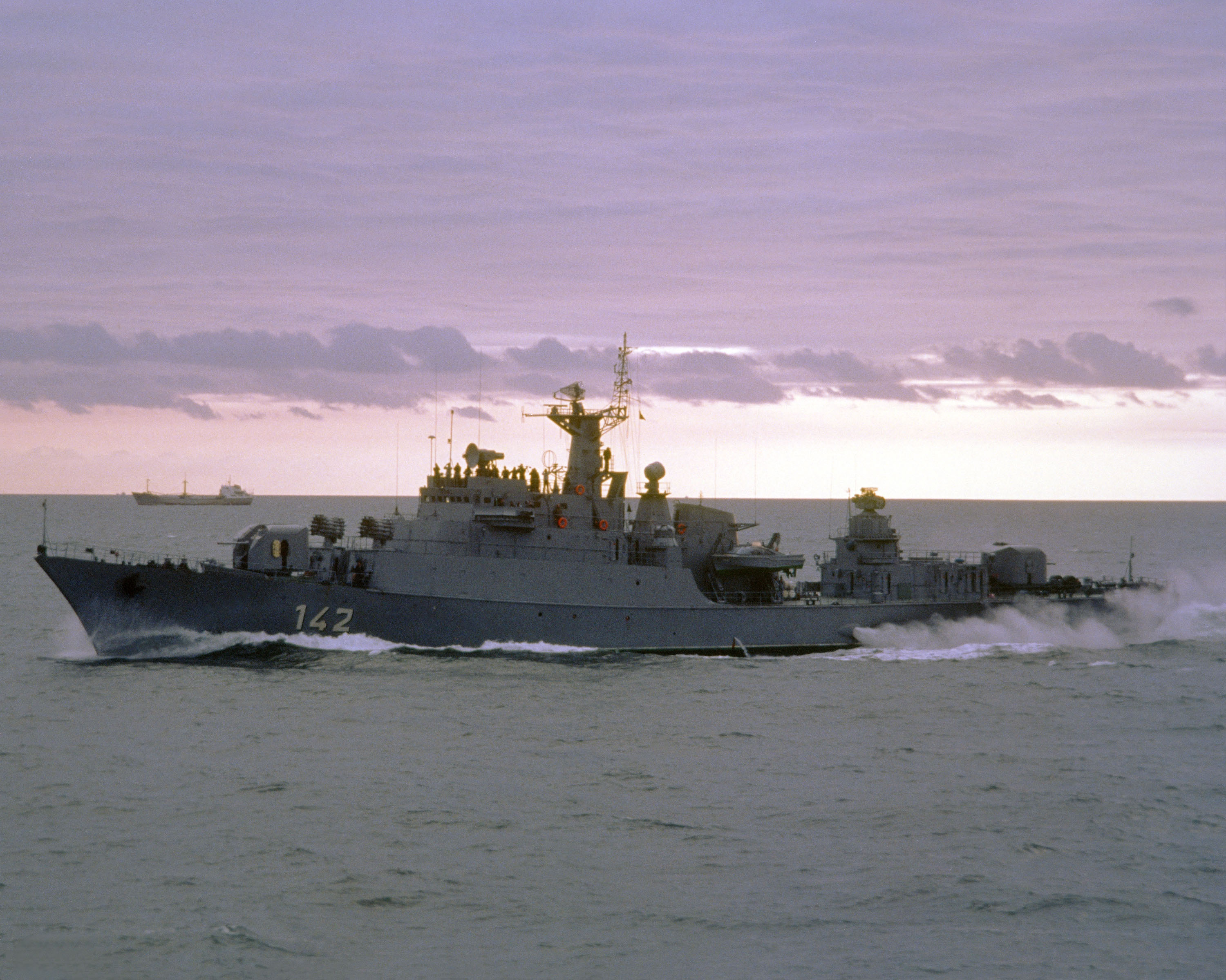
Fregata „Berlin, Hauptstadt der DDR“